# Liste d'abbayes cisterciennes en Italie
Pour un article plus général, voir Liste d'abbayes cisterciennes.

Blason de l'ordre cistercien.

Cet article liste les abbayes cisterciennes actives ou ayant existé sur le territoire italien actuel. Il s'agit des abbayes de religieux (moines et moniales) appartenant à l'ordre cistercien.

## Remarques
Ces abbayes ont appartenu, à différentes époques, à des ordres, des congrégations ou des groupements, dont les principaux, pour les abbayes françaises, sont :
- les cisterciens de la primitive observance, dont la congrégation cistercienne de l'Immaculée Conception
- les cisterciens réformés ou cisterciens de la stricte observance ou trappistes

Les dates indiquées entre parenthèses correspondent au début et à la fin du statut d'abbaye cistercienne, mais ne coïncident pas obligatoirement avec la création et avec la disparition du monastère.
Les abbayes cisterciennes actives sont signalées en caractères gras.
| Abbayes d'hommes  |
| Abbayes de femmes |

Ne figurent pas dans cette liste les prieurés conventuels ou les prieurés simples dépendant des abbayes citées.

## Liste
| N°  | Nom                                                | Coordonnées                       | Ville ou district       | Région         | Diocèse               | Famille                                                | Date début                               | Date fin                 | Image |
| --- | -------------------------------------------------- | --------------------------------- | ----------------------- | -------------- | --------------------- | ------------------------------------------------------ | ---------------------------------------- | ------------------------ | ----- |
| 517 | Acquaformosa (de)                                  | 39° 43′ 29″ nord, 16° 05′ 23″ est | Acquaformosa            | Calabre        | Cassano allo Ionio    | Cisterciens                                            | 1197                                     | 1807                     |       |
| 542 | Acqualunga                                         | 45° 03′ 12″ nord, 8° 44′ 08″ est  | Frascarolo              | Lombardie      | Pavie puis Vigevano   | Cisterciens                                            | 1180                                     | 1530                     |       |
| 698 | Altofonte (de)                                     | 13° 17′ 56″ nord, 38° 02′ 43″ est | Altofonte               | Sicile         | Palerme               | Cisterciens                                            | 1307                                     | 1766                     |       |
| 557 | Arabona                                            | 42° 18′ 08″ nord, 14° 03′ 44″ est | Manoppello              | Abruzzes       | Chieti–Vasto          | Cisterciens                                            | 1209                                     | 1587                     |       |
| 558 | Barona                                             | 45° 12′ 37″ nord, 9° 16′ 37″ est  | Albuzzano               | Lombardie      | Pavie                 | Cisterciens                                            | 1192                                     | 1224                     |       |
| 693 | Bocci San Martino di Bocci « Chartreuse de Parme » | 44° 51′ 22″ nord, 10° 20′ 49″ est | Colorno                 | Émilie-Romagne | Parme                 | Cisterciens                                            | 1298                                     | 1806                     |       |
| 550 | Borgognoni                                         | 45° 29′ 47″ nord, 12° 24′ 41″ est | Venise                  | Vénétie        | Venise                | Cisterciens                                            | 1206                                     | 1797                     |       |
| 316 | Bosco                                              | 38° 33′ 53″ nord, 16° 19′ 12″ est | Serra San Bruno         | Calabre        | Catanzaro- Squillace  | Chartreux Cisterciens Chartreux                        | 1091 1193 1514 1856                      | 1193 1514 1808 -         |       |
| 604 | Brondolo                                           | 45° 11′ 01″ nord, 12° 16′ 43″ est | Chioggia                | Vénétie        | Fossano               | Cisterciens                                            | 1229                                     | 1497                     |       |
| 701 | Buonsollazzo (de)                                  | 43° 55′ 03″ nord, 11° 18′ 51″ est | Vaglia                  | Toscane        | Florence              | BénédictinsCisterciens                                 | 1084 1320                                | 1320 1782                |       |
| 304 | Cabuabbas (de)                                     | 40° 17′ 05″ nord, 8° 41′ 37″ est  | Sindia                  | Sardaigne      | ?                     | Cisterciens                                            | 1150                                     | 1458                     |       |
| 584 | Canonica (de)                                      | 40° 38′ 00″ nord, 14° 35′ 50″ est | Amalfi                  | Campanie       | Amalfi                | Cisterciens                                            | 1223                                     | 1583                     |       |
| 626 | Capolago                                           | 45° 47′ 37″ nord, 8° 48′ 36″ est  | Varèse                  | Lombardie      | Milan                 | Cisterciens                                            | 1236                                     | 14??                     |       |
| 559 | Caritate (de)                                      | ?                                 | ?                       | Pouilles       | Tarente               | Cisterciens                                            | 1211                                     | ?                        |       |
| 401 | Casalvolone (de)                                   | 45° 24′ 05″ nord, 8° 28′ 16″ est  | Casalvolone             | Piémont        | Novare                | Cisterciens                                            | 1169                                     | 14??                     |       |
| 143 | Casamari                                           | 41° 40′ 16″ nord, 13° 29′ 15″ est | Veroli                  | Latium         | Plaisance-Bobbio      | Cisterciens                                            | 1140 1929                                | 1811 -                   |       |
| 308 | Casanova                                           | 44° 52′ 20″ nord, 7° 47′ 35″ est  | Carmagnole              | Piémont        | Turin                 | Cisterciens                                            | 1150                                     | 1775                     |       |
| 513 | Casanova                                           | 42° 22′ 41″ nord, 13° 52′ 03″ est | Villa Celiera           | Abruzzes       | Pescara–Penne         | Cisterciens                                            | 1191                                     | 1368                     |       |
| 226 | Castagnola                                         | 43° 36′ 01″ nord, 13° 19′ 36″ est | Chiaravalle             | Marches        | Senigallia            | Bénédictins Cisterciens Franciscains Cisterciens       | 612 1147 1499 1564 1815                  | 1147 1499 1564 1796 1985 |       |
| 607 | Cavatigozzi                                        | 45° 09′ 00″ nord, 9° 57′ 20″ est  | Crémone                 | Lombardie      | Crémone               | Cisterciens                                            | 1231                                     | 1782                     |       |
| 105 | Cerreto                                            | 45° 18′ 42″ nord, 9° 35′ 44″ est  | Abbadia Cerreto         | Lombardie      | Archidiocèse de Milan | Bénédictins Cisterciens                                | 1084 1135                                | 1135 1798                |       |
| 111 | Chiaravalle della Colomba                          | 44° 55′ 34″ nord, 9° 58′ 25″ est  | Alseno                  | Émilie-Romagne | Frosinone             | Cisterciens                                            | 1136 1937                                | 1810 -                   |       |
| 162 | Chiaravalle di Fiastra                             | 43° 13′ 18″ nord, 13° 24′ 18″ est | Tolentino               | Marches        | Macerata              | Cisterciens                                            | 1141 1985                                | 1624 2018                |       |
| 093 | Chiaravalle Milanese                               | 45° 24′ 57″ nord, 9° 14′ 13″ est  | Milan                   | Lombardie      | Milan                 | Cisterciens                                            | 1135 1952                                | 1798 -                   |       |
| 317 | Cimino San Martino al Cimino                       | 42° 22′ 04″ nord, 12° 07′ 41″ est | Viterbe                 | Latium         | Viterbe               | Cisterciens                                            | 1150                                     | 1564                     |       |
| 317 | Corno Santo Stefano al Corno                       | 45° 07′ 00″ nord, 9° 45′ 00″ est  | Santo Stefano Lodigiano | Lombardie      | Lodi                  | Cisterciens                                            | 1231                                     | 1797                     |       |
| 430 | Corazzo                                            | 39° 03′ 17″ nord, 16° 25′ 40″ est | Carlopoli               | Calabre        | Catanzaro             | Cisterciens                                            | 1173                                     | 1809                     |       |
| 656 | Cotignola                                          | 44° 23′ 25″ nord, 12° 13′ 28″ est | Ravenne                 | Émilie-Romagne | Ravenne               | Bénédictins Cisterciens                                | 612 1147                                 | 1147 1499                |       |
| 189 | Falleri                                            | 42° 18′ 01″ nord, 12° 21′ 21″ est | Fabrica di Roma         | Latium         | Città di Castello     | Cisterciens                                            | 1143                                     | 1649                     |       |
| 454 | Ferraria                                           | 41° 21′ 06″ nord, 14° 09′ 07″ est | Vairano Patenora        | Campanie       | Teano-Calvi           | Cisterciens                                            | 1179                                     | 1807                     |       |
| 215 | Follina                                            | 45° 57′ 14″ nord, 12° 07′ 05″ est | Follina                 | Vénétie        | Vittorio Veneto       | Cisterciens                                            | 1146                                     | 1576                     |       |
| 168 | Fontevivo                                          | 44° 51′ 27″ nord, 10° 10′ 34″ est | Fontevivo               | Émilie-Romagne | Parme                 | Cisterciens                                            | 1142                                     | 1518                     |       |
| 090 | Fossanova                                          | 41° 26′ 17″ nord, 13° 11′ 45″ est | Trino                   | Piémont        | Turin                 | Bénédictins Cisterciens Chartreux Franciscains         | IXe siècle 1135 18.. 1932                | 1135 1784 18.. -         |       |
| 580 | Frigido (de)                                       | 39° 05′ 00″ nord, 16° 47′ 00″ est | Mesoraca                | Calabre        | Santa Severina        | Cisterciens                                            | 1220                                     | 1652                     |       |
| 515 | Galeso (de)                                        | 40° 30′ 29″ nord, 17° 15′ 17″ est | Tarente                 | Pouilles       | Tarente               | Cisterciens                                            | 1195                                     | 1392                     |       |
| 594 | Incoronata (de) Santa Maria Incoronata             | 41° 22′ 54″ nord, 15° 38′ 27″ est | Foggia                  | Pouilles       | Foggia                | Cisterciens                                            | 1232                                     | 1808                     |       |
| 476 | Legno                                              | 39° 32′ 57″ nord, 16° 29′ 48″ est | Corigliano Calabro      | Calabre        | Rossano               | Cisterciens                                            | 1185                                     | 1819                     |       |
| 653 | Lucedio                                            | 45° 14′ 15″ nord, 8° 14′ 01″ est  | Priverno                | Latium         | Latina                | Cisterciens                                            | 1123                                     | 1784                     |       |
| 504 | La Magione (de)                                    | 38° 06′ 49″ nord, 13° 22′ 08″ est | Palerme                 | Sicile         | Palerme               | Cisterciens                                            | 1150                                     | 1197                     |       |
| 397 | Marmosoglio                                        | 41° 35′ 00″ nord, 12° 50′ 00″ est | Cisterna di Latina      | Latium         | Velletri              | Cisterciens                                            | 1167                                     | 1396                     |       |
| 458 | Matina (de)                                        | 39° 34′ 34″ nord, 16° 08′ 59″ est | San Marco Argentano     | Calabre        | San Marco Argentano   | Cisterciens                                            | 1220                                     | 1652                     |       |
| 596 | Mirteto (de)                                       | 43° 45′ 16″ nord, 10° 28′ 56″ est | Asciano                 | Toscane        | Pise                  | Cisterciens                                            | 1227                                     | 1497                     |       |
| 615 | Montalto (de) Sant'Agostino                        | 42° 20′ 44″ nord, 11° 34′ 34″ est | Montalto di Castro      | Latium         | Viterbe               | Cisterciens                                            | 1234                                     | 1373                     |       |
| 613 | Monte Faeta (de)                                   | 43° 46′ 15″ nord, 10° 28′ 16″ est | Lucques                 | Toscane        | Lucques               | Cisterciens                                            | 1233                                     | 1783                     |       |
| 022 | Monte Favale                                       | ?                                 | Pesaro                  | Marches        | Pesaro                | Bénédictins Guillemites Cisterciens                    | ? 1226 1255                              | 1214 ? 1255 ?            |       |
| 079 | Morimondo                                          | 45° 21′ 07″ nord, 8° 57′ 17″ est  | Morimondo               | Lombardie      | Milan                 | Cisterciens                                            | 1134                                     | 1799                     |       |
| 646 | Ocre                                               | 42° 17′ 04″ nord, 13° 29′ 42″ est | Ocre                    | Abruzzes       | L'Aquila              | Bénédictins Cisterciens                                | 1226 1248                                | 1248 1692                |       |
| 637 | Palazzolo                                          | 41° 44′ 37″ nord, 12° 41′ 25″ est | Albano Laziale          | Latium         | Albano                | Cisterciens                                            | 1244                                     | 1398                     |       |
| 422 | Palerme del Vespro                                 | 38° 05′ 59″ nord, 13° 21′ 46″ est | Palerme                 | Sicile         | Palerme               | Cisterciens                                            | 1173                                     | 1516                     |       |
| 546 | Paludi (de) Santa Maria de Paulis                  | 40° 38′ 07″ nord, 8° 31′ 35″ est  | Ittiri                  | Sardaigne      | ?                     | Cisterciens                                            | 1205                                     | 1432                     |       |
| 603 | Ospedale del Piave (de) Ospedale del Piave         | 45° 48′ 44″ nord, 12° 18′ 18″ est | Spresiano               | Vénétie        | Trévise               | Cisterciens                                            | 1229                                     | 1791                     |       |
| 641 | Ponza (de)                                         | 40° 54′ 29″ nord, 12° 57′ 49″ est | Ponza                   | Latium         | Gaète                 | Cisterciens                                            | 1246                                     | 1542                     |       |
| 628 | Preallo                                            | 44° 37′ 01″ nord, 8° 54′ 35″ est  | Ronco Scrivia           | Ligurie        | Nole                  | Cisterciens                                            | 1153                                     | 1481                     |       |
| 532 | Puglia                                             | 41° 51′ 42″ nord, 15° 16′ 20″ est | Lesina                  | Pouilles       | San Severo            | Cisterciens                                            | 1201                                     | ?                        |       |
| 574 | Quartazzola                                        | 45° 00′ 00″ nord, 9° 36′ 00″ est  | Gossolengo              | Émilie-Romagne | Plaisance             | Cisterciens                                            | 1217                                     | 1810                     |       |
| 705 | Quarto (de)                                        | 43° 20′ 41″ nord, 11° 17′ 16″ est | Sienne                  | Toscane        | Sienne                | Cisterciens                                            | 1337                                     | 1497                     |       |
| 678 | Realvalle                                          | 45° 21′ 07″ nord, 8° 57′ 17″ est  | Scafati                 | Campanie       | Tortone               | Cisterciens Alcantarines                               | 1134 1889                                | 1807 -                   |       |
| 461 | Rivalta                                            | 44° 51′ 18″ nord, 8° 49′ 35″ est  | Tortone                 | Piémont        | Tortone               | Cisterciens                                            | 1254                                     | 1770                     |       |
| 651 | Rivalta di Torino                                  | 45° 01′ 50″ nord, 7° 31′ 37″ est  | Rivalta di Torino       | Piémont        | Turin                 | Augustiniens Cisterciens                               | 1137 1254                                | 1254 1770                |       |
| 445 | Roccadia (de)                                      | 37° 15′ 39″ nord, 15° 01′ 48″ est | Lentini                 | Sicile         | Syracuse              | Cisterciens                                            | 1176                                     | 1693                     |       |
| 506 | Roccamadore (de)                                   | 44° 51′ 18″ nord, 8° 49′ 35″ est  | Messine                 | Sicile         | Messine               | Cisterciens                                            | 1193                                     | 1861                     |       |
| 490 | Sala                                               | 42° 52′ 40″ nord, 11° 40′ 48″ est | Farnese                 | Latium         | Castro (it)           | Cisterciens                                            | 1189                                     | 1257                     |       |
| 538 | Sagittario (de)                                    | 40° 02′ 40″ nord, 16° 09′ 25″ est | Francavilla in Sinni    | Basilicate     | Potenza ?             | Cisterciens                                            | 1202                                     | 1803                     |       |
| 363 | Sambucina                                          | 45° 21′ 07″ nord, 8° 57′ 17″ est  | Luzzi                   | Calabre        | Bisignano             | Cisterciens                                            | 1160                                     | 1780                     |       |
| 531 | San Galgano                                        | 43° 08′ 57″ nord, 11° 09′ 18″ est | Chiusdino               | Toscane        | Frosinone             | Cisterciens Franciscains                               | 1181 17..                                | 1652 1804                |       |
| 654 | San Gaudenzio                                      | 43° 55′ 34″ nord, 11° 37′ 08″ est | San Godenzo             | Toscane        | Fiesole               | Cisterciens                                            | 1256                                     | 1482                     |       |
| 531 | San Giusto                                         | 42° 23′ 10″ nord, 11° 52′ 29″ est | Tuscania                | Latium         | Tuscania (it)         | Cisterciens                                            | 1146                                     | 1373                     |       |
| 576 | San Pastore                                        | 42° 25′ 49″ nord, 12° 45′ 35″ est | Greccio                 | Latium         | Rieti                 | Cisterciens                                            | 1218                                     | 1580                     |       |
| 600 | San Salvatore                                      | 42° 52′ 40″ nord, 11° 40′ 48″ est | Abbadia San Salvatore   | Toscane        | Montepulciano         | Cisterciens                                            | 1228 1939                                | 1783 -                   |       |
| 050 | Sestri Ponente                                     | 44° 25′ 03″ nord, 8° 51′ 43″ est  | Gênes                   | Ligurie        | Gênes                 | Cisterciens                                            | 1131                                     | 1797                     |       |
| 624 | Settimo (de)                                       | 43° 46′ 49″ nord, 11° 08′ 41″ est | Scandicci               | Toscane        | Florence              | Bénédictins Cisterciens                                | 998 1236                                 | 1236 1783                |       |
| 419 | Sicilia Novara di Sicilia                          | 38° 00′ 51″ nord, 15° 07′ 54″ est | Novara di Sicilia       | Sicile         | Messine               | Cisterciens                                            | 1172                                     | 1784                     |       |
| 668 | Spanò (de)                                         | 42° 52′ 40″ nord, 11° 40′ 48″ est | Bronte                  | Sicile         | Messine               | Cisterciens                                            | 1263                                     | 1310                     |       |
| 087 | Staffarda                                          | 44° 43′ 15″ nord, 7° 26′ 13″ est  | Revello                 | Piémont        | Saluces               | Cisterciens                                            | 1140                                     | 1750                     |       |
| 660 | Sterpeto (de)                                      | 41° 18′ 13″ nord, 16° 18′ 52″ est | Barletta                | Pouilles       | Trani                 | Cisterciens                                            | 1259                                     | 1374                     |       |
| 647 | Strada Santa Maria in Strada                       | 44° 34′ 18″ nord, 11° 09′ 33″ est | Anzola dell'Emilia      | Émilie-Romagne | Bologne               | Cisterciens                                            | 1250                                     | 14??                     |       |
| 014 | Tiglieto                                           | 44° 31′ 21″ nord, 8° 36′ 13″ est  | Tiglieto                | Ligurie        | Gênes                 | Cisterciens                                            | 1120 2000                                | 1648 2011                |       |
| 151 | Tre Fontane                                        | 41° 50′ 05″ nord, 12° 29′ 01″ est | Rome                    | Latium         | Rome                  | Grecs arméniens Clunisiens Cisterciens Trappistes      | 624 1080 1140 1868                       | 1080 1140 1808 -         |       |
| 572 | Valle (de) Santo Spirito della Valle               | ?                                 | ?                       | Abruzzes       | Tarente               | Cisterciens                                            | 1215                                     | 1232                     |       |
|     | Valserena                                          |                                   | Guardistallo            | Toscane        | Volterra              | Trappistines                                           | 1968                                     | -                        |       |
| 033 | Valvisciolo                                        | 41° 34′ 04″ nord, 12° 58′ 53″ est | Sermoneta               | Latium         | Latina                | Basiliens Templiers Cisterciens Feuillants Cisterciens | VIIIe siècle 1240 1315 XVIIe siècle 1864 | ? 1312 1540 1807 -       |       |
| 663 | Verruca (de)                                       | 43° 42′ 28″ nord, 10° 32′ 33″ est | Vicopisano              | Toscane        | Pise                  | Cisterciens                                            | 1261                                     | 1432                     |       |
| 644 | Vito e Salvo                                       | 42° 02′ 42″ nord, 14° 43′ 53″ est | San Salvo               | Abruzzes       | Chieti–Vasto          | Cisterciens                                            | 1247                                     | 1453                     |       |
| 626 | Vittoria                                           | 45° 33′ 36″ nord, 8° 57′ 05″ est  | Parabiago               | Lombardie      | Milan                 | Cisterciens                                            | 1497                                     | 1798                     |       |
| 679 | Vittoria                                           | 42° 04′ 21″ nord, 13° 21′ 26″ est | Scurcola Marsicana      | Abruzzes       | Avezzano              | Cisterciens                                            | 1268                                     | 1550                     |       |
| 638 | Zannone                                            | 42° 04′ 21″ nord, 13° 21′ 26″ est | Zannone                 | Latium         | ?                     | Cisterciens                                            | 1246                                     | 1295                     |       |